# 安曇野しゃくなげの湯
安曇野しゃくなげの湯（あづみの しゃくなげのゆ）とは、長野県安曇野市穂高地区、穂高温泉（穂高温泉郷）にある日帰り温泉施設。

## 施設
当施設は安曇野市穂高地区において2016年（平成28年）10月3日に開業した日帰り温泉施設である。鉄骨構造の地上1階・地下1階建て、延べ面積は約1,900平方メートル。給湯や床暖房の熱源設備としては、灯油によるボイラーのみならず、間伐材や松くい虫の被害を受けた木材を燃料（薪）として活用できるボイラーも設置している。
内風呂は「石の湯」・「木の湯」の2種類があり、前者には大浴場・塩サウナ・炭酸泉、後者には大浴場・シルク湯（微細な気泡により白色のにごり湯としたもの）、遠赤外線サウナを設置。これらを日替わりで男湯・女湯として提供する。露天風呂は「あつ湯」・「ぬる湯」を用意。貸切りで利用できる家族風呂「暖らんの湯」もある。その他、館内にはレストラン「有明庵」や売店、多目的に使用できる大広間「有明の間」、観光情報コーナーが設けられている。
休館日は毎月の第1水曜日。営業時間は9時30分から21時30分まで（受付は20時30分まで）。安曇野市民であれば割安な料金で利用可能である。

## 泉質
当施設の浴槽には中房川の渓谷にある源泉から引湯した湯が張られている。泉質は下記の通り。効能は公式ウェブサイトから適応症（一般的適応症および泉質別適応症）を引用した。
- 泉質：単純温泉（アルカリ性低張性髙温泉）
- 溶存物質：0.4696 g/kg
- pH：8.6
- 源泉温度：69.3 ℃
- 効能：
  - 一般的適応症：筋肉若しくは関節の慢性的な痛み又はこわばり（関節リウマチ、変形性関節症、腰痛症、神経痛、五十肩、打撲、捻挫などの慢性期）、運動麻痺における筋肉のこわばり、冷え性、末梢循環障害、胃腸機能の低下（胃がもたれる、腸にガスがたまるなど）、軽症高血圧、耐糖能異常（糖尿病）、軽い高コレステロール血症、軽い喘息又は肺気腫、痔の痛み、自律神経不安定症、ストレスによる諸症状（睡眠障害、うつ状態など）、病後回復期、疲労回復、健康増進
  - 泉質別適応症：自律神経不安定症、不眠症、うつ状態

## 歴史
穂高温泉は1972年（昭和47年）に中房からの引湯により開湯し、翌1973年（昭和48年）、当時の南安曇郡穂高町によって保養所「しゃくなげ荘」が設置。旅館や別荘、文化・スポーツ施設を有する一大リゾート地へと発展していった。
しゃくなげ荘には隣接して温泉健康館「穂高ヘルスハウス」が、また有明山のふもと・有明山神社そば（宮城地区）には「穂高老人保健センター」が存在した。2010年（平成22年）12月24日、｢安曇野市宿泊施設等のあり方検討専門委員会」が発足し、老朽化した各施設のあり方について検討を重ね、翌2011年（平成23年）4月に提言書をまとめた。これを受け、市はしゃくなげ荘・温泉健康館・穂高老人保健センターの3施設を廃止し、新たに「安曇野しゃくなげの湯」を建設する計画をまとめ、2015年（平成27年）9月25日に起工式を行い、翌2016年10月3日に開業した。同月の利用者数は2万4,000人超を記録。隣接施設のVif穂高に対しても、前年と比べ利用者数が1,600人増加するという相乗効果をもたらした。
安曇野しゃくなげの湯の建設費用は約10億5,900万円。開業に先立ち、しゃくなげ荘・温泉健康館は2016年9月30日に、穂高老人保健センターは翌2017年（平成29年）9月30日に廃止となった。

## 交通アクセス
公共交通機関
JR大糸線・穂高駅からあづみ野エンジョイバスに乗車し、「Vif穂高」バス停にて下車。
または中房温泉行き路線バスに穂高駅から乗車し温泉公園北口にて下車。
中央高速バス・安曇野・白馬線（扇沢行き） 温泉公園北口（安曇野しゃくなげの湯）にて下車。
※「Vif穂高」バス停と「温泉公園北口（安曇野しゃくなげの湯）」バス停は互いに別々に離れた位置にある。
自家用自動車
長野自動車道・安曇野インターチェンジから自動車で約25分間。

## 周辺

### Vif穂高

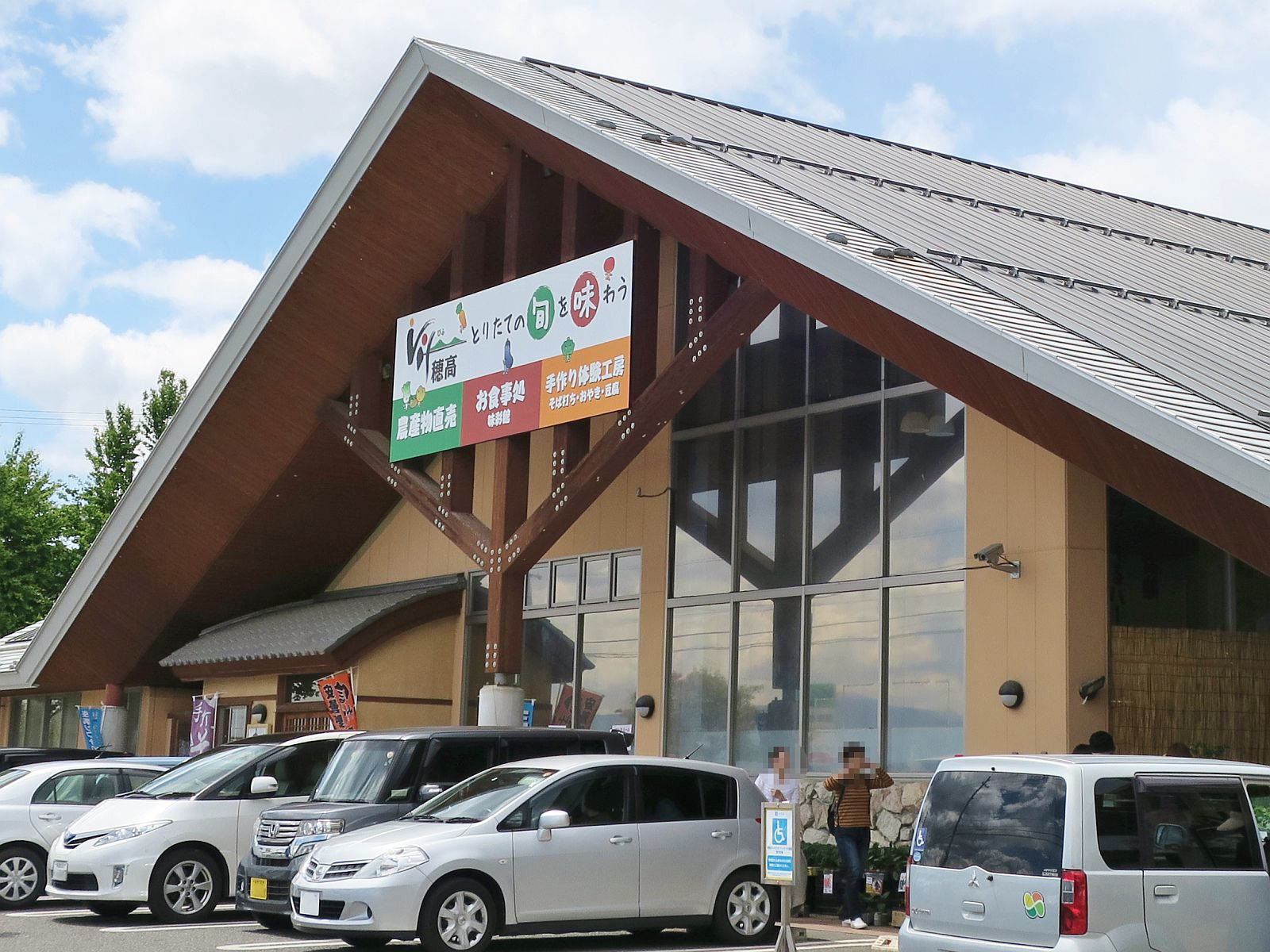
Vif穂高

しゃくなげの湯の南隣、安曇野市穂高有明7751-1にある農産物直売所。蕎麦打ちやおやき作りの体験もできる。2003年（平成15年）7月5日開業。「Vif」はフランス語で「生き生きと」を意味し、「ビフ」と読む。将来的には道の駅化する構想もある。

### 八面大王足湯

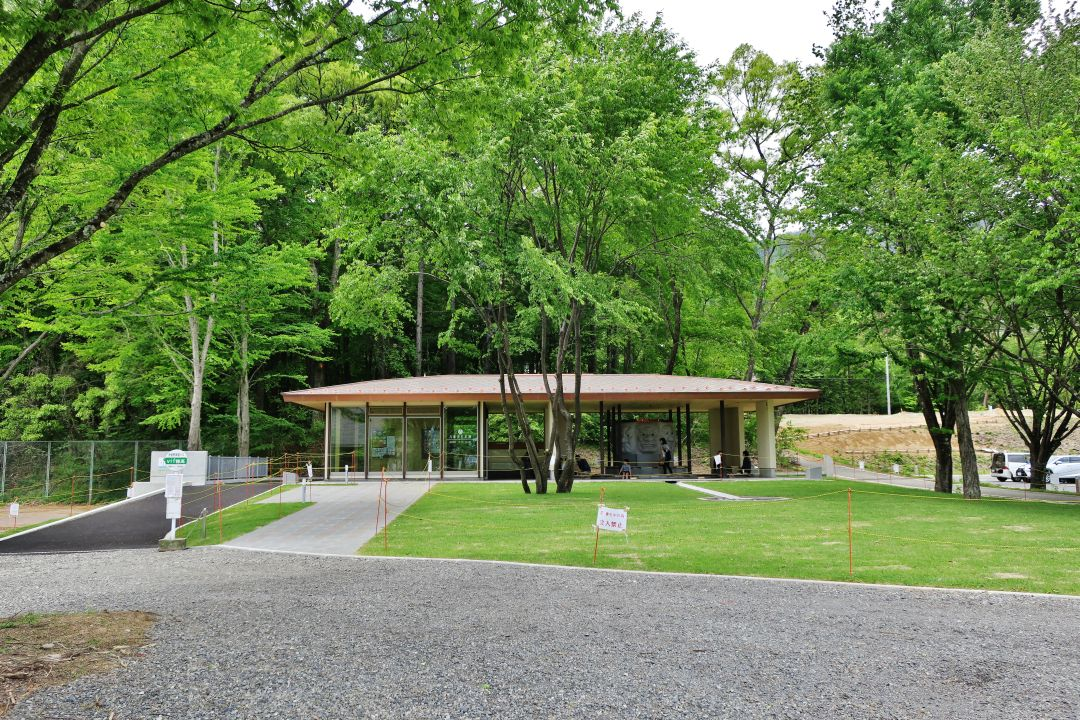
八面大王足湯

しゃくなげの湯とVif穂高との間、安曇野市穂高有明7750番地1にある足湯。あづみ野周遊バスの待合所に併設される形で設置されている。モチーフとなっているのは当地に伝わる『魏石鬼八面大王』伝説。利用料金は無料で、利用時間は10時から20時まで（夜間は排水）、年中無休。
もとは安曇野市穂高有明7720番地のロータリー交差点脇にあったもの。1985年（昭和60年）、魅力ある温泉地づくり事業の一環で設置した噴水を、2003年（平成15年）に足湯へと改修。その後、しゃくなげの湯周辺整備事業で現在地へと移転。2018年（平成30年）4月2日にリニューアルオープンした。